# 和平镇 (禄丰市)
和平镇，是中华人民共和国云南省楚雄彝族自治州禄丰市下辖的一个乡镇级行政单位。

## 行政区划
和平镇下辖以下地区：
和平村、大德村、沙朗村、邓家湾村、前所村、平掌村、杨梅山村、大路溪村、张家村、小厂村、大厂村、姚陵村和大白石岩村。